# ديوغو سودري
ديوغو هينريكي سودري (بالبرتغالية: Diogo Henrique Sodré) (مواليد 21 مارس 1991) هو لاعب كرة قدم برازيلي يلعب مع كوريتيبا كلاعب خط الوسط المهاجم.

## المسيرة الرياضية
ولد سودري في ساو جوزيه دوس كامبوس وبدأ مسيرته الرياضية في سانتو أندريه. في عام 2010 انتقل إلى كروزيرو حيث أعير فيما بعد إلى باكوس دي كالداس وباتروسينينزي.
في صيف عام 2011 بعد تمثيل كونكورديا وباوليستا انتقل سودري إلى الخارج للمرة الأولى في مسيرته المهنية وانضم إلى الجيش القطري. بعد تسجيل 33 هدفاً في ثلاث مواسم عاد إلى البرازيل حيث وقع عقداً لمدة ثلاث سنوات مع كوريتيبا في 4 يناير 2014.
في 11 أغسطس 2014 أعير سودري إلى أتلتيكو براغانتينو حتى نهاية العام. بدأ مشواره الاحترافي في 23 حيث جاء كبديل متأخر في الخسارة 0-1 خارج الأرض من بارانا في الدوري البرازيلي الدرجة الثانية.